# Epiplatys roloffi
Epiplatys roloffi är en fiskart som beskrevs av Romand, 1978. Epiplatys roloffi ingår i släktet Epiplatys och familjen Nothobranchiidae. IUCN kategoriserar arten globalt som starkt hotad. Inga underarter finns listade i Catalogue of Life.